# PNCフィールド
PNCフィールド（PNC Field）は、アメリカのペンシルベニア州ムージックにある野球場。ニューヨーク・ヤンキース傘下AAAスクラントン・ウィルクスバリ・レイルライダースの本拠地である。

## 歴史
1989年、「ラッカワーナ・カウンティ・スタジアム」として開場。多目的球場として使用するために人工芝を敷いた。
2007年、PNCファイナンシャル・サービシズが3年間の命名権を買収し、「PNCフィールド」に改名。人工芝から天然芝に改装した。
2010年、PNCファイナンシャル・サービシズとの命名権延長に合意。条件は非公開。ラッカワナ郡の公聴会で球場の改装を発表。翌日に球団は4000万ドルをかけた改装計画を発表した。
2012年4月から4330万ドルで改装を開始。
2013年にリニューアルオープン。11月19日にBallpark Digestの「Best New Ballpark of 2013」に選ばれた。